# Erylus goffrilleri
Erylus goffrilleri is een sponzensoort uit de familie Geodiidae in de klasse gewone sponzen (Demospongiae).
De wetenschappelijke naam van de soort werd in 1977 gepubliceerd door Wiedenmayer.